# Voipbuster
VoipBuster, formellt VoipBuster, är ett program som gör det möjligt att ringa gratis direkt ifrån datorn. Man kan ringa till hemtelefon över hela världen i maxiumum 1 minut, helt utan kostnader. 
Det krävs dock att man har mikrofon och högtalare på sin dator om man vill använda programmet. Voipbuster är helt gratis att ladda ner.